# كومارلر (تركيا)
كومارلر (بالتركية: Kumarlar)‏ مدينة تقع إدارياً ضمن جان ‏ في تركيا. تعتمد كومارلر للبريد على الرمز البريدي 17400.